# Генадий Кузмин
Генадий Павлович Кузмин (на руски: Геннадий Павлович Кузьмин) е украински шахматист и треньор. Международен гросмайстор от 1973 г. През януари 2008 г. има ЕЛО коефициент 2469. Роден е в гр. Мариинск, Кемеровска област, РСФСР.

## Шахматна кариера
Първото му голямо участие в света на шахмата е през 1965 г. Тогава за първи път участва в шампионата на Съветския съюз. Най-успешните му години са в периода 1970 – 1973 г. Активната му състезателна кариера продължава.
Общо има 11 участия в шампионата на СССР. Най-високото му постижение е на първенството в Москва през 1973 г., когато завършва на втора позиция зад Борис Спаски. На първенството, което се провежда през преходната година в Баку, завършва на трета позиция зад Михаил Тал и Владимир Тукмаков и това постижение го квалифицира за междузоналния турнир в Ленинград.
Участията му шампионата на Украйна са забележителни. Има повече от трийдесет участия. Шампион е през: 1969 г. (заедно с Владимир Савон), 1989 г. (поделена с Игор Новиков) и 1999 г. (титлата е поделена още с шахматистите Алексей Безгодов, Станислав Савченко, Александър Мойсеенко и Андрей Ракмангулов).
По време на шахматната си кариера Кузмин получава право да участва на три междузонални турнира, но се състезава само в два. Първото му участие е на проведеното състезание в Ленинград през 1973 г., завършвайки на седма позиция с 9,5 точки от 17 възможни (5+ 3– 9=). На турнира в Бил, проведен през 1976 г., отказва да участва. Последното му участие е на състезанието в Рига от 1979 г., на което се класира на 8 – 10-о място с Виталий Цешковски и Антъни Майлс.
Треньорската му кариера се свързва с два забележителни успехи. В съдействие с Юрий Крупа, спомага за издигането на украинската шахматистка Катерина Лано до най-младата гросмайсторка при жените. Кузмин също подготвя Руслан Пономарьов, който под ръководството на своя треньор, става най-младия световен шампион версия ФИДЕ. Ръководи онлайн школа на официалната страница на Украинската шахшматна федерация.

## Турнирни резултати
- 1973/74 – Хейстингс (1 – 4-то място, заедно с Ласло Сабо, Михаил Тал и Ян Тиман)
- 1975/76 – Реджо Емилия (1-во място)
- 1977 – Поляница-Здруй (2-ро място, след Властимил Хорт) (Мемориал Акиба Рубинщайн)
- 1977 – Баку (1-во място)
- 1978 – Лвов (3-то място, след Юрий Балашов и Рафаел Ваганян)
- 1979 – Талин (1-во място)
- 1980 – Кладово (1-во място)
- 1981 – Дортмунд (1 – 3-то място)
- 1981 – Бангалор (1-во място)
- 1984 – Поляница-Здруй (2-ро място зад Генадий Зайчик)
- 1985 – Талин (2-ро място, след Сергей Долматов)